# Cappellone (Gesualdo)
La chiesa del SS. Sacramento, più conosciuta come "Capellone", è un monumento di Gesualdo, in provincia di Avellino.

## Storia
Incerta è la data di edificazione, quella più probabile è ascrivibile nei primi decenni del XVII secolo quando Gesualdo era governata dal principe Nicolò Ludovisi. I fondi della costruzione vennero dalle rendite della cappella del sacramento, da "zelanti e onesti" procuratori e specialmente da Don Biagio Volpe. La prima notizia certa è data dal catasto Onciaro, redatto nel 1746 dal notaio Nicola Taurasi, che dettagliatamente riporta l'elenco dei cospicui beni di detta cappella, la quale, "nella veste di luogo pio dell'università, aveva svolto, già dagli inizi del XVII, funzioni d'investimento, di ridistribuzione delle risorse sociali". Fu costruita , pertanto , con l'intento di dare, come si conviene, una sede bella ed imponente all'ostia consacrata e sede da cui impartire la benedizione solenne a tutti i fedeli riuniti nella piazza antistante.

## Descrizione
Il manufatto si sviluppa al di sopra di un locale interrato e consta di un corpo a pianta quadrangolare, sormontato da un corpo cilindrico coperto da una cupola culminante con un lanternino. Il corpo quadrangolare, sollevato dal piano stradale per mezzo di un'ampia gradinata esterna, è coronato da una cornice lapidea sagomata. Intorno alla struttura cilindrica, corre un terrazzamento delimitato ai bordi da un'inferriata; detto corpo è provvisto di aperture sagomate situate in corrispondenza dei lati del parallelepipedo quadrangolare di base disposte con l'asse maggiore secondo lo sviluppo verticale dell'edificio. La facciata, in travertino, presenta un ampio e maestoso portale d'ingresso a tutto sesto, con portone di legno a due ante; ai fianchi s'innalzano due lesene, dall'aspetto e dalla conformazione di colonne verticali sporgenti dalla parete, a sezione rettangolare, ben lavorate e con intagli a rilievo, composte di base fusto e capitello di ottima fattura. La struttura, nel complesso, ha l'aspetto di un tabernacolo, di un ciborio, simile a quello innalzato sull'altare maggiore di alcune chiese. All'interno è presente un affresco realizzato di recente, che raffigura la scena sulla quale si basava il palio dell'alabarda svolto a Gesualdo negli anni '90, Emanuele Gesualdo che perdona il padre Carlo con rappresentati i principali rioni a cui erano dedicati i nomi delle contrade.